# Leonard Boyarsky
Leonard Boyarsky est un dessinateur et un game designer américain.

## Biographie
Après un bachelor in Fine arts (diplôme des beaux-arts) obtenu en 1992, Leonard Boyarsky devient artiste free-lance, avant d'être embauché par Interplay où après divers travaux il devient directeur artistique sur Stonekeep (1995), puis après la sortie de celui-ci sur le jeu de rôle Fallout (1997). Il contribue ensuite aux travaux initiaux de Fallout 2, avant de partir avec les deux autres principaux développeurs de Fallout, Tim Cain et Jason Anderson, pour fonder Troika Games.
Chez Troika, Boyarsky travaille sur Arcanum et Vampire: The Masquerade - Bloodlines, puis la compagnie ferme ses portes début 2005 à cause d'ennuis financiers.
Il travaille par la suite chez Obsidian Entertainment sur le développement de The Outer Worlds (2019).

## Sources
- (en) Cet article est partiellement ou en totalité issu de l’article de Wikipédia en anglais intitulé « Leonard Boyarsky » (voir la liste des auteurs).